# Rennsteig

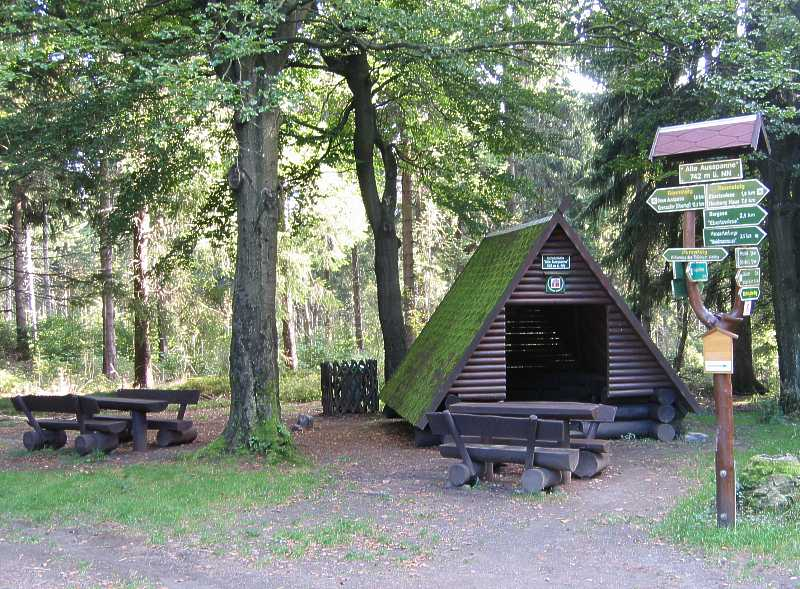
rifugio ‘’Alte Ausspanne’’ vicino a Tambach-Dietharz

Il Rennsteig è un sentiero a lunga distanza situato nella selva di Turingia. Si snoda lungo vecchi confini, è il più vecchio sentiero in Germania. Con circa 100.000 camminatori annuali è il sentiero tedesco più percorso. Inizia a Hörschel e finisce a Blankenstein.

## Storia

### Prima menzione e origine del nome
Il Rennsteig fu menzionato la prima volta nel 1330 come Rynnestig. Gli studiosi non sono sicuri sul significato del nome: Mentre rennen significa "correre" e Stieg "salita", la parola potrebbe anche derivare dall'antico vocabolo Rain, che significa frontiera.
Nel 1546 il sentiero viene menzionato come Rensteig.
Oltre a questo più famoso Rennsteig, ci sono circa 250 altri Rennsteig e Rennweg nell'area di lingua tedesca.

### Medioevo
Nel medioevo il Rennsteig segnava la frontiera fra la Franconia e le contee della Turingia.

### Età moderna e sviluppo del sentiero
Nel 1830 Julius Plänckner, un topografo, fece il primo cammino del Rennsteig da Blankenstein a Hörschel. L'associazione del Rennsteig, chiamata Rennsteigverein, organizzò ogni anno, dal 1897 al 1942, una Runst (così si chiama il cammino del Rennsteig). Già allora si completava il cammino in sei tappe. Anche oggi molti libri usano queste tappe storiche come base per le loro descrizioni.
Durante la divisione della Germania non era possibile percorrere interamente il Rennsteig perché attraversava la frontiera tra Germania Est e Germania Ovest per ben sei volte.

### Pietre al Rennsteig
Lungo il Rennsteig si trovano circa 1300 cippi di frontiera in pietra. Ad iniziare dal XVI secolo, questi cippi sono stati aggiunti fino al XIX secolo. Da menzionare sono soprattutto 13 cippi che indicano il punto di confine di tre regni, 10 sono esattamente sul Rennsteig attuale. Inoltre esistono pietre commemorative e croci di sassi.

## Funzioni del Rennsteig

### Sentiero e pista ciclabile
Oggi il Rennsteig è un sentiero premiato per la sua qualità. Fu riscoperto nel 1890 da August Trinius, e l'associazione del Rennsteig lo rese noto a livello nazionale. La pista ciclabile lungo il Rennsteig è stata inaugurata il 19 giugno 2000. Per evitare salite troppo ripide non coincide sempre con il Rennsteig ed è circa 30 chilometri più lunga.

### Frontiera fra dialetti
Il Rennsteig separa la regione con dialetti franconi dalla regione con dialetti tedeschi centrali orientali.

### Spartiacque
Il Rennsteig corre inoltre sullo spartiacque tra i fiumi Werra (affluente del Weser), Saale (affluente dell'Elba) e Meno (affluente del Reno). Il Dreistromstein (cippo dei tre fiumi), vicino a Siegmundsburg, indica il punto di confine dei tre bacini idrografici.

## Corso
Il Rennsteig si sviluppa sulle montagne della Turingia ad un'altitudine che va dai 500 ai 971 metri. Comincia a Hörschel, una frazione di Eisenach (altitudine 196 m), e finisce a Blankenstein (altitudine 414 m). La lunghezza convenzionale è di 168,3 chilometri, in realtà è lungo 169,29 chilometri, come risulta da una misurazione avvenuta nel 2003.
Il sentiero è ben segnalato con una R bianca, chiamata Mareile. Dal 2008 esistono anche sentieri alternativi per evitare strade molto trafficate o tratti noiosi. Queste alternative sono segnate con una R blu. Lungo il Rennsteig ci sono molte aree di sosta e rifugi coperti circa ogni 5 o 10 chilometri.
Le sei tappe tradizionali sono:
- Hörschel – Großer Inselsberg (32,8 km)
- Großer Inselsberg – Oberhof (30,8 km)
- Oberhof – Kahlert  (27,0 km)
- Kahlert – Limbach  (19,7 km)
- Limbach – Steinbach am Wald  (30,0 km)
- Steinbach am Wald – Blankenstein  (28,0 km)

### Dati della misura 2003
La lunghezza esatta del Rennsteig è di 169,294 chilometri, ma si continua ad usare la lunghezza storica di 168,3 chilometri. 121,457 sono i chilometri che si percorrono sul Rennsteig originale, e 47,837 chilometri su vie alternative. Anche i tipi di pavimentazione sono stati analizzati:
| Pavimentazione          | Lunghezza  | Percentuale |
| ----------------------- | ---------- | ----------- |
| Asfalto                 | 13,312 km  | 7,86 %      |
| Sanpietrini             | 1,605 km   | 0,95 %      |
| Calcestruzzo            | 0,050 km   | 0,03 %      |
| Pavimentazione minerale | 130,078 km | 76,84 %     |
| legno e ponti           | 0,176 km   | 0,10 %      |
| Paglia tritata          | 4,238 km   | 2,50 %      |
| non consolidato         | 19,835 km  | 11,72 %     |
| totale                  | 169,294 km | 100,00 %    |

Il Rennsteig attraversa la Baviera per un tratto lungo 14,761 chilometri. Il punto mediano del sentiero è circa al Großer Dreiherrenstein vicino a Neustadt am Rennsteig.

## Tradizioni e folclore
Dal 1973 si svolge ogni anno il GutsMuths-Rennsteiglauf, una gara di corsa individuale che percorre parte del Rennsteig. Esiste anche una gara a squadre, dove l'intero Rennsteig dev'essere percorso in 18 ore.
La Rennsteiglied è una canzone dedicata al Rennsteig.
Da più di 100 anni i camminatori sul Rennsteig si salutano tradizionalmente con Gut Runst!. Ci sono anche altre tradizioni: incominciando il cammino, bisogna prendere con sé un sasso dal fiume Werra (partendo da Hörschel) o dalla Saale (partendo da Blankenstein) e gettarlo, una volta arrivati, nell'altro fiume. Inoltre, negli anni pari si parte da Hörschel e si termina a Blankenstein, negli anni dispari viceversa.